# Borussia Düsseldorf

Logo

Borussia Düsseldorf ist ein Tischtennisbundesligist aus der nordrhein-westfälischen Landeshauptstadt Düsseldorf. Er ist Deutschlands erfolgreichster Tischtennisverein und mit 78 Titeln nach den Wasserfreunden Spandau 04 der erfolgreichste deutsche Sportverein.

## Geschichte

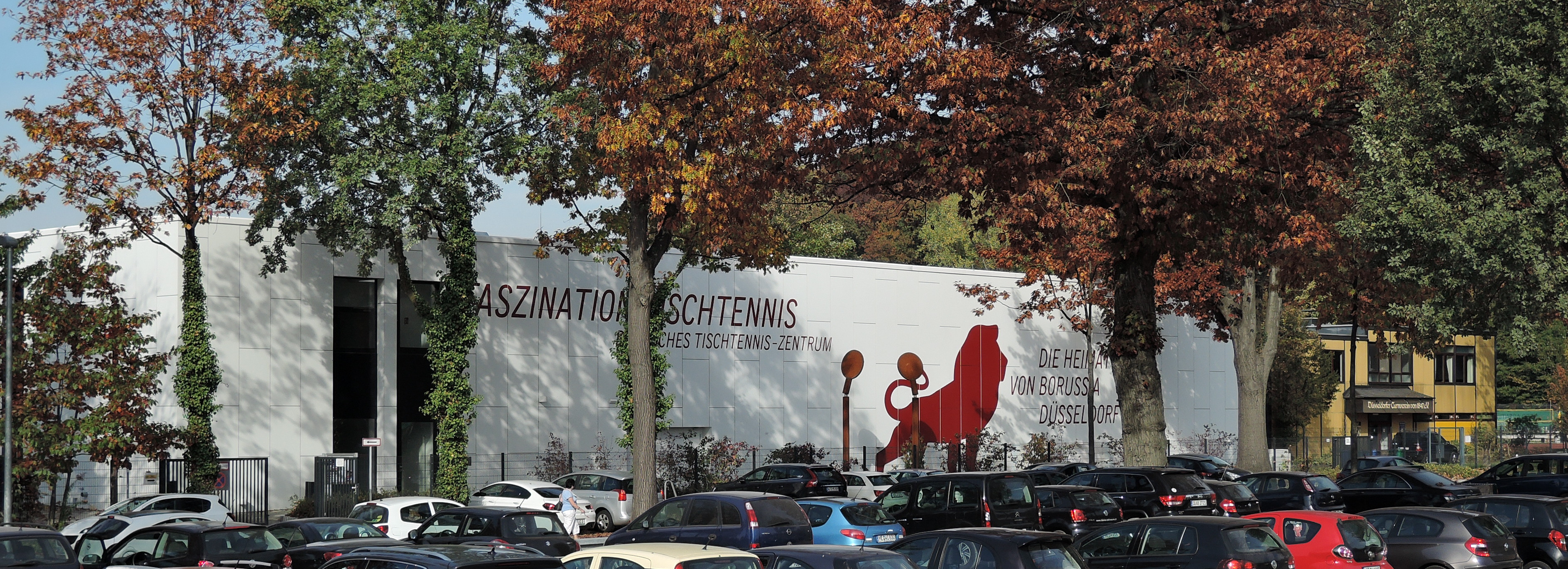
Gebäude von Borussia Düsseldorf am Staufenplatz in Düsseldorf

Borussia Düsseldorf ging als eigenständiger Tischtennisverein aus der Polizei-Sport-Vereinigung (PSV) hervor, die sich 1949 als Fusionsclub der Vereine SC Grafenberg 02 und Borussia-Concordia 05 gegründet hatte. Mitbegründer und erster Abteilungsleiter war Theo Sommer († 1960), unter dessen Führung die Herrenmannschaft bis in die Oberliga aufstieg. Am 2. Mai 1984 wurde diese Tischtennissparte als ein eigener Verein unter dem Namen Borussia Düsseldorf neu gegründet, weil man sich davon steuertechnische Vorteile versprach.
Für die erste Bundesligasaison 1966/67 konnte sich Borussia Düsseldorf noch nicht qualifizieren. Aber bereits ein Jahr später stieg der Verein in die Bundesliga auf und gehört ihr seither ununterbrochen an. Der Aufstieg zum erfolgreichsten Tischtennisverein Deutschlands begann 1968, als Eberhard Schöler von „TT-Vereinsboss“ Karl Steinhausen auf Anraten von Hans Wilhelm Gäb vom Ortsrivalen DJK TuSA 06 Düsseldorf (der zwischen 1962 und 1967 fünfmal Deutscher Meister wurde und der seine Mannschaft 1974 auf Bezirksebene zurückzog) sowie Wilfried Micke von Borussia Dortmund zur PSV Borussia wechselten.
Seit 1994 unterhält der Verein ein eigenes Tischtenniszentrum mit Halle (ARAG CenterCourt), Sporthotel und Tischtennisschule in Düsseldorf-Grafenberg, Ernst-Poensgen-Allee.
Nachdem der langjährige erfolgreiche Trainer Mario Amizic 1999 sein Amt niedergelegt hatte, erfolgte am Ende der Saison 1999/2000 ein Umbruch, als Jörg Roßkopf und Vladimir Samsonov den Verein verließen. Mit den Deutschen Lars Hielscher, Bastian Steger, Christian Süß sowie Magnus Molin (SWE), Michael Maze (DEN) und Xiao Han (CHN) bot Düsseldorf unter dem Trainer Andreas Preuß eine Mannschaft auf, die in der Saison ein Durchschnittsalter von etwa 20 Jahren aufwies. In der Saison 2002/03 wurde diese „Boy Group“ (mit Zichao Tian für Xiao Han) völlig überraschend Deutscher Meister, nachdem sie am Ende der Vorrunde noch auf dem letzten Tabellenplatz gestanden hatte.
2007 verstärkte sich Düsseldorf mit Timo Boll und dominierte seitdem die Tischtennis-Bundesliga: Neun von zehn Meisterschaften gingen an die Borussia, genau wie neun der nächsten elf Pokalsiege. Außerdem konnte das Team 2009 die Champions League gewinnen und sowohl 2010 als auch 2011 das Triple aus Meisterschaft, Pokal und Champions League feiern. 2015 verpasste man das Triple knapp, als im Champions-League-Finale auf einen 3:1-Heimerfolg über Orenburg eine 0:3-Niederlage folgte. Dafür hatte das Team im Play-off-Halbfinale der Bundesliga eine 0:3-Niederlage gegen Saarbrücken im Rückspiel noch wettmachen können, gefolgt von einem Finalsieg über Fulda.
Die Erfolge basieren auf einer professionellen Vereinsführung. Als erster deutscher Tischtennisverein hatte die Borussia einen Manager (Wilfried Micke, seit 1994 Andreas Preuß) und einen Trainer (Johannes Dimmig 1977–1980, Mathias Gantner 1980–1986, Mario Amizic 1986–1999, Andreas Preuß 1999–2006, Dirk Wagner 2006–2010, seitdem Danny Heister). Die Abteilung für Presse- und Öffentlichkeitsarbeit, die in den ersten Bundesligajahren von Hans Wilhelm Gäb, dem späteren Präsidenten des DTTB und Vorsitzenden der Stiftung Deutsche Sporthilfe, geleitet wurde, bekam ab 1974 Unterstützung durch den Freien Düsseldorfer Sportjournalisten Joachim Breitbach, der drei Jahre später sein Amt an Bernd Stemmeler abtrat. Marcel Piwolinski übernahm diese Aufgabe von Stemmeler und seit 2005 leitet Alexander Schilling die Abteilung Presse- und Öffentlichkeitsarbeit.
Um die Jugendarbeit zu fördern veranstaltete der Verein 1988 die 1. Kinder-Olympiade, die bis heute regelmäßig – nun als „Kids Open“ – ausgetragen wird. Bei der ersten Auflage nahmen etwa 1400 Kinder aus Deutschland, Niederlande und Luxemburg teil. Inzwischen kommen die Teilnehmer aus der ganzen Welt, u. a. China, Chile, Sri Lanka und Argentinien.

## Erfolge
- Europapokal der Landesmeister (6): 1988/89, 1990/91, 1991/92, 1992/93, 1996/97, 1997/98
  - 1988/89: Jörg Roßkopf, Ralf Wosik, Steffen Fetzner, Christian Franzel, Andreas Preuß gegen Falkenbergs BTK (Schweden) (5:3)
  - 1990/91: Jörg Roßkopf, Steffen Fetzner, Thierry Cabrera gegen UTT Levallois (Frankreich) (1:5, 5:0)[11]
  - 1991/92: Jörg Roßkopf, Steffen Fetzner, Thierry Cabrera gegen den ATSV Saarbrücken (5:2, 5:2)[12]
  - 1992/93: Jörg Roßkopf, Steffen Fetzner, Josef Plachý gegen Royal Villette Charleroi (Belgien) (3:4, 4:3, besseres Satzverhältnis für Düsseldorf)[13]
  - 1996/97: Jörg Roßkopf, Philippe Saive, Wladimir Samsonow gegen Libertas Alfaterna (Italien) (4:1, 4:0)[14]
  - 1997/98: Jörg Roßkopf, Wladimir Samsonow, Philippe Saive, Martin Monrad gegen Libertas Alfaterna (Italien) (4:2, 4:1)
- Champions League (7): 1999/00, 2008/09, 2009/10, 2010/11, 2017/18, 2020/21, 2021/22
  - 1999/00: Vladimir Samsonov, Jörg Roßkopf, Kōji Matsushita, Martin Monrad, Michael Maze gegen SVS Niederösterreich (3:0, 3:0)
  - 2008/09: Timo Boll, Christian Süß, Dimitrij Ovtcharov, Marcos Freitas gegen TTF Liebherr Ochsenhausen[15] (2:3, 3:0)
  - 2009/10: Timo Boll, Christian Süß, Marcos Freitas, Seiya Kishikawa gegen Royal Villette Charleroi (Belgien) (3:0, 1:3)
  - 2010/11: Timo Boll, Christian Süß, Patrick Baum, János Jakab gegen Gazprom Fakel Orenburg (Russland) (3:0, 1:3)
  - 2017/18: Timo Boll, Stefan Fegerl, Kristian Karlsson, Anton Källberg gegen Gazprom Fakel Orenburg (Russland) (3:2, 3:1)
  - 2020/21: Timo Boll, Kristian Karlsson, Anton Källberg, Ricardo Walther gegen 1. FC Saarbrücken TT (Deutschland) (3:1)
  - 2021/22: Timo Boll, Kristian Karlsson, Anton Källberg, Dang Qiu, gegen 1. FC Saarbrücken TT (Deutschland) (3:0, 3:1)

- ETTU Cup (4): 1986/87, 1994/95, 2006/2007, 2011/12
  - 1986/87: Jörg Roßkopf, Ralf Wosik, Jörgen Persson gegen Levallois UTT (Frankreich) (5:2)
  - 1994/95: Jörg Roßkopf, Vladimir Samsonov, Christian Dreher, Sascha Köstner, David Daus gegen Super Donic Berlin (4:2)
  - 2006/07: Christian Süß, Petr Korbel, Jun Mizutani, Danny Heister, Bartosz Such gegen Müller Würzburger Hofbräu (3:1, 3:2)
  - 2011/12: Timo Boll, Christian Süß, Patrick Baum, Janos Jakab gegen Vaillante Sports Angers (FRA) (3:1, 3:0)

- Deutscher Meister (34): 1960/61, 1968/69, 1969/70, 1970/71,1973/74,1974/75, 1977/78, 1978/79, 1979/80, 1980/81, 1981/82, 1985/86, 1987/88, 1989/90, 1991/92, 1992/93, 1994/95, 1995/96, 1997/98, 2002/03, 2007/08, 2008/09, 2009/10, 2010/11, 2011/12, 2013/14, 2014/15, 2015/16, 2016/17, 2017/18, 2020/21, 2021/22, 2022/23, 2023/24
  - 1960/61: Hans Wilhelm Gäb, Horst Terbeck, Walter Hafner, Horst Graef, Heinz Nink, Pit Weel, Bruno Fahl gegen TTC Mörfelden (8:8, Satzverhältnis 19:18 für Düsseldorf)
  - 1968/69: Eberhard Schöler, Jürgen Reuland, Peter Hübner, Wilfried Micke, Horst Graef, Hans Wilhelm Gäb
  - 1969/70: Eberhard Schöler, Wilfried Lieck, Peter Hübner, Wilfried Micke, Jürgen Reuland, Horst Graef
  - 1970/71: Eberhard Schöler, Wilfried Lieck, Wilfried Micke, Peter Hübner, Manfred Baum, Horst Graef
  - 1973/74: Jochen Leiß, Eberhard Schöler, Manfred Baum, Wilfried Micke, Hans-Joachim Nolten, Torben Hartung, Mohammad Vahabzadeh
  - 1974/75: Jochen Leiß, Eberhard Schöler, Klaus Fillbrunn, Wilfried Micke, Hans-Joachim Nolten, Ralf Wosik
  - 1977/78: Desmond Douglas, Ralf Wosik, Hans-Joachim Nolten, Hanno Deutz, Eberhard Schöler, Hans-Jürgen Herold, Karl-Heinz Scholl
  - 1978/79: Desmond Douglas, Ralf Wosik, Hans-Joachim Nolten, Hanno Deutz, Eberhard Schöler, Hans-Jürgen Herold, Karl-Heinz Scholl
  - 1979/80: Desmond Douglas, Hans-Joachim Nolten, Ralf Wosik, Hanno Deutz, Jürgen Erdmann, Hans-Jürgen Herold, Karl-Heinz Scholl
  - 1980/81: Desmond Douglas, Ralf Wosik, Ake Grönlund, Hans-Joachim Nolten, Hanno Deutz, Jürgen Erdmann, Hans-Jürgen Herold
  - 1981/82: Desmond Douglas, Ralf Wosik, Hans-Joachim Nolten, Hanno Deutz, Jürgen Erdmann, Hans-Jürgen Herold
  - 1985/86: Jörgen Persson, Ralf Wosik, Cornel Borsos, Steffen Fetzner, Matthias Höring, Andreas Preuß gegen SSV Heinzelmann Reutlingen (9:7)
  - 1987/88: Jörg Roßkopf, Ralf Wosik, Steffen Fetzner, Cornel Borsos, Christian Franzel, Andreas Preuß gegen ATSV Saarbrücken (9:7)
  - 1989/90: Jörg Roßkopf, Steffen Fetzner, Ralf Wosik, Torben Wosik, Christian Franzel, Jochen Lang, Sandor Jankovic (jetzt bei TTC Schwalbe Bergneustadt), Andreas Preuß gegen TTC Grenzau (9:2)
  - 1991/92: Jörg Roßkopf, Steffen Fetzner, Thierry Cabrera, Torben Wosik, Andreas Preuß, Ralf Wosik gegen ATSV Saarbrücken (6:2)
  - 1992/93: Jörg Roßkopf, Steffen Fetzner, Torben Wosik, Josef Plachý, Sascha Köstner, Ralf Wosik gegen Post SV Telekom Mühlheim (6:3)
  - 1994/95: Jörg Roßkopf, Vladimir Samsonov, Christian Dreher, Sascha Köstner, David Daus gegen TTC Zugbrücke Grenzau (4:6, 6:3, 6:4)
  - 1995/96: Jörg Roßkopf, Vladimir Samsonov, Christian Dreher, David Daus, Sascha Köstner gegen TTF Liebherr Ochsenhausen (5:5, 5:5, 6:4)
  - 1997/98: Vladimir Samsonov, Jörg Roßkopf, Philippe Saive, Martin Monrad, David Daus
  - 2002/03: Michael Maze, Magnus Molin, Lars Hielscher, Bastian Steger, Zichao Tian, Christian Süß gegen TTC Zugbrücke Grenzau (4:6, 6:3)
  - 2007/08: Timo Boll, Christian Süß, Dimitrij Ovtcharov, Petr Korbel, Jun Mizutani gegen TTC Frickenhausen (6:2, 6:2)
  - 2008/09: Timo Boll, Christian Süß, Dimitrij Ovtcharov, Marcos Freitas gegen TTF Liebherr Ochsenhausen (3:0, 3:2)
  - 2009/10: Timo Boll, Christian Süß, Seiya Kishikawa, Trinko Keen gegen TTF Liebherr Ochsenhausen (3:2, 3:1)
  - 2010/11: Timo Boll, Christian Süß, Patrick Baum, Janos Jakab gegen TTF Liebherr Ochsenhausen (3:1, 3:2)
  - 2011/12: Timo Boll, Christian Süß, Patrick Baum, Janos Jákab, Danny Heister gegen 1. FC Saarbrücken TT (3:1)
  - 2013/14: Timo Boll, Kamal Achanta, Patrick Baum, Ricardo Walther, Christian Süß gegen TTC RS Fulda-Maberzell (3:1)
  - 2014/15: Timo Boll, Kamal Achanta, Patrick Franziska, Panagiotis Gionis gegen TTC RS Fulda-Maberzell (3:1)
  - 2015/16: Timo Boll, Kamal Achanta, Patrick Franziska, Panagiotis Gionis gegen 1. FC Saarbrücken TT (3:1)
  - 2016/17: Timo Boll, Stefan Fegerl, Kristian Karlsson, Kamal Achanta, Anton Källberg gegen TTC RS Fulda-Maberzell (3:0)
  - 2017/18: Timo Boll, Stefan Fegerl, Kristian Karlsson, Anton Källberg gegen TTF Liebherr Ochsenhausen (3:1)
  - 2020/21: Timo Boll, Kristian Karlsson, Anton Källberg, Ricardo Walther, Kamal Achanta gegen 1. FC Saarbrücken TT (3:1)
  - 2021/22: Timo Boll, Kristian Karlsson, Anton Källberg, Dang Qiu, Kamal Achanta gegen 1. FC Saarbrücken TT (3:2)
  - 2022/23: Timo Boll, Anton Källberg, Dang Qiu, Kamal Achanta, Kay Stumper gegen 1. FC Saarbrücken TT (3:1)
  - 2023/24: Timo Boll, Anton Källberg, Dang Qiu, Kay Stumper, Borgar Haug gegen 1. FC Saarbrücken TT (3:1)

- Deutscher Pokalsieger (28): 1969/70, 1970/71, 1973/74, 1974/75, 1977/78, 1978/79, 1981/82, 1983/84, 1987/88, 1989/90, 1990/91, 1993/94, 1994/95, 1995/96, 1996/97,[16] 1998/99, 1999/00, 2007/08,[17] 2009/10, 2010/11,[18] 2012/13, 2013/14, 2014/15, 2015/16, 2016/17, 2017/18, 2020/21, 2023/24
  - 1969/70: Eberhard Schöler, Wilfried Lieck, Wilfried Micke, Peter Hübner, Jürgen Reuland, Horst Graef gegen VfL Osnabrück (5:0)
  - 1970/71: Eberhard Schöler, Wilfried Lieck, Wilfried Micke, Peter Hübner, Manfred Baum, Horst Graef gegen VfL Osnabrück (5:3)
  - 1973/74: Eberhard Schöler, Jochen Leiß, Manfred Baum, Wilfried Micke, Hans-Joachim Nolten, Torben Hartung, Mohammad Vahabzadeh gegen Frankfurter TG (5:2)
  - 1974/75: Jochen Leiß, Eberhard Schöler, Hajo Nolten, Klaus Fillbrunn, Wilfried Micke, Ralf Wosik gegen SSV Reutlingen (5:2)
  - 1977/78: Desmond Douglas, Ralf Wosik, Hans-Joachim Nolten, Hanno Deutz, Eberhard Schöler, Hans-Jürgen Herold, Karl-Heinz Scholl gegen TTC Calw (5:4)
  - 1978/79: Desmond Douglas, Ralf Wosik, Hans-Joachim Nolten, Hanno Deutz, Eberhard Schöler, Hans-Jürgen Herold, Karl-Heinz Scholl gegen TTC Calw (5:3)
  - 1981/82: Desmond Douglas, Ralf Wosik, Hanno Deutz, Hans-Joachim Nolten, Jürgen Erdmann, Hans-Jürgen Herold gegen TTC Heusenstamm (5:0)
  - 1983/84: Desmond Douglas, Ralf Wosik, Cornel Borsos gegen SSV Reutlingen (5:4)
  - 1987/88: Ralf Wosik, Jörg Roßkopf, Steffen Fetzner, Cornel Borsos, Christian Franzel, Andreas Preuß gegen Spvg Steinhagen (5:3)
  - 1989/90: Jörg Roßkopf, Steffen Fetzner, Torben Wosik, Ralf Wosik, Christian Franzel, Jochen Lang, Sandor Jankovic, Andreas Preuß gegen TTC Zugbrücke Grenzau (5:4)
  - 1990/91: Jörg Roßkopf, Steffen Fetzner, Thierry Cabrera, Ralf Wosik, Torben Wosik, Andreas Preuß gegen ATSV Saarbrücken (5:2)
  - 1993/94: Jörg Roßkopf, Steffen Fetzner, Petr Korbel, Sascha Köstner gegen TTC Zugbrücke Grenzau (4:1)
  - 1994/95: Jörg Roßkopf, Vladimir Samsonov, Christian Dreher, Sascha Köstner, David Daus gegen TTC Zugbrücke Grenzau (4:1)
  - 1995/96: Jörg Roßkopf, Vladimir Samsonov, Christian Dreher, David Daus, Sascha Köstner gegen TTF Liebherr Ochsenhausen (4:1)
  - 1996/97: Jörg Roßkopf, Vladimir Samsonov, Philippe Saive, Martin Monrad, David Daus gegen TTC Zugbrücke Grenzau (4:0)
  - 1998/99: Vladimir Samsonov, Jörg Roßkopf, Kōji Matsushita, Martin Monrad gegen TTF Liebherr Ochsenhausen (4:2)
  - 1999/00: Vladimir Samsonov, Jörg Roßkopf, Koji Matsushita gegen TTF Bad Honnef (4:1)
  - 2007/08: Timo Boll, Christian Süß, Dimitrij Ovtcharov, Petr Korbel, Jun Mizutani gegen SV Werder Bremen (3:1)
  - 2009/10: Timo Boll, Christian Süß, Seiya Kishikawa, Trinko Keen gegen TTF Liebherr Ochsenhausen (3:0)
  - 2010/11: Timo Boll, Christian Süß, Patrick Baum, János Jakab gegen TTF Liebherr Ochsenhausen (3:0)
  - 2012/13: Timo Boll, Christian Süß, Patrick Baum, Ricardo Walther gegen TTC RhönSprudel Fulda-Maberzell (3:0)
  - 2013/14: Timo Boll, Christian Süß, Patrick Baum, Kamal Achanta, Ricardo Walther gegen TTC RhönSprudel Fulda-Maberzell (3:1)
  - 2014/15: Timo Boll, Panagiotis Gionis, Patrick Franziska, Sharath Kamal Achanta gegen TTC RhönSprudel Fulda-Maberzell (3:2)
  - 2015/16: Timo Boll, Panagiotis Gionis, Patrick Franziska, Sharath Kamal Achanta gegen TTC RhönSprudel Fulda-Maberzell (3:2)
  - 2016/17: Timo Boll, Stefan Fegerl, Kristian Karlsson, Sharath Kamal Achanta, Anton Källberg gegen 1. FC Saarbrücken TT (3:0)
  - 2017/18: Timo Boll, Stefan Fegerl, Kristian Karlsson, Anton Källberg gegen 1. FC Saarbrücken TT (3:0)
  - 2020/21: Timo Boll, Kristian Karlsson, Anton Källberg, Ricardo Walther, Kamal Achanta gegen TTF Liebherr Ochsenhausen (3:1)
  - 2023/24: Timo Boll, Anton Källberg, Dang Qiu gegen 1. FC Saarbrücken TT (3:0)

## Mannschaft 2023/24
1. Timo Boll
2. Dang Qiu
3. Anton Källberg
4. Kay Stumper
5. Sharath Kamal Achanta
6. Borgar Haug

- Trainer: Danny Heister
- Manager: Andreas Preuß

## Bekannte Spieler
Neben der Förderung des Nachwuchses verpflichtete der Verein auch Profis der Weltklasse. Eine Auswahl:
- Hans Wilhelm Gäb
- Eberhard Schöler
- Wilfried Lieck
- Jochen Leiß
- Desmond Douglas
- Ralf Wosik
- Jörgen Persson
- Kōji Matsushita
- Steffen Fetzner
- Jörg Roßkopf
- Vladimir Samsonov
- Panagiotis Gionis
- Timo Boll
- Michael Maze
- Achanta Sharath Kamal
- Christian Süß
- Seiya Kishikawa
- Patrick Baum
- Marcos Freitas
- Dimitrij Ovtcharov
- Stefan Fegerl
- Jun Mizutani
- Omar Assar
- Kristian Karlsson
- Patrick Franziska
- Anton Källberg

## Behindertensport
Seit etwa 2005 gibt es auch eine Tischtennisabteilung für Behinderte. 2012 wurde Borussia Düsseldorf Mitglied im Behinderten- und Rehabilitationssportverband Nordrhein-Westfalen, ein Jahr später im Deutschen Rollstuhl-Sportverband. Seitdem wurden viele Spitzenspieler mit Behinderung verpflichtet, die teilweise auch in Mannschaften von „Fußgängern“ (Spieler ohne Behinderung) antraten, aber auch eigene Behinderten-Mannschaften bildeten. Diese Behindertenteams nahmen am organisierten Spielbetrieb in Deutschland teil und arbeiteten sich hoch bis in die Bundesliga für Behinderte. Neben Rollstuhlfahrern und stehend Behinderten gibt es seit Februar 2015 auch eine Blindenmannschaft, bestehend aus vier Männern und vier Frauen.
Wichtige Erfolge:
- Rollstuhlfahrermannschaft
  - 2013/14: Aufstieg der Mannschaft bestehend aus den Österreichern Oliver Teuffenbach und Heike Koller in die 1. Bundesliga
  - 2015/16: Deutscher Meister mit Sandra Mikolaschek und Thomas Schmidberger
  - 2016/17: Deutscher Meister mit Sandra Mikolaschek, Thomas Schmidberger und Valentin Baus
  - 2017/18: Deutscher Meister mit Sandra Mikolaschek, Thomas Schmidberger und Valentin Baus
  - 2018/19: Deutscher Meister mit Sandra Mikolaschek, Thomas Schmidberger und Valentin Baus
  - 2019/20: Deutscher Meister mit Sandra Mikolaschek, Thomas Schmidberger und Valentin Baus
  - 2021/22: Deutscher Meister mit Sandra Mikolaschek, Thomas Schmidberger und Valentin Baus
  - 2022/23: Deutscher Meister mit Sandra Mikolaschek, Thomas Schmidberger und Valentin Baus
  - 2023/24: Deutscher Meister mit Sandra Mikolaschek, Thomas Schmidberger und Valentin Baus
  - 2024/25: Deutscher Meister mit Sandra Mikolaschek, Thomas Schmidberger und Valentin Baus
- Fußgänger (stehend Behinderte)
  - 2013/14: Zweiter Platz in der Landesliga mit der Mannschaft Stephanie Grebe, Jürgen Kessler, Dominik Gresens, Sonja Scholten, Klaus Mewes, Julian Pagnotta und Thomas Altrogge
  - 2014/15: Zweiter Platz bei der Deutschen Mannschaftsmeisterschaft mit Stephanie Grebe, Jochen Wollmert, Jürgen Kessler, Dominik Gresens, Sonja Scholten und Klaus Mewes
  - 2015/16: Zweiter Platz bei der Deutschen Mannschaftsmeisterschaft
  - 2016/17: Deutscher Meister
  - 2017/18: Deutscher Meister
  - 2021/22: Deutscher Meister